# Моркоте

Морко́те (Morcote) — коммуна в швейцарском кантоне Тичино на берегу озера Лугано в 10 км. от города Лугано.

## История

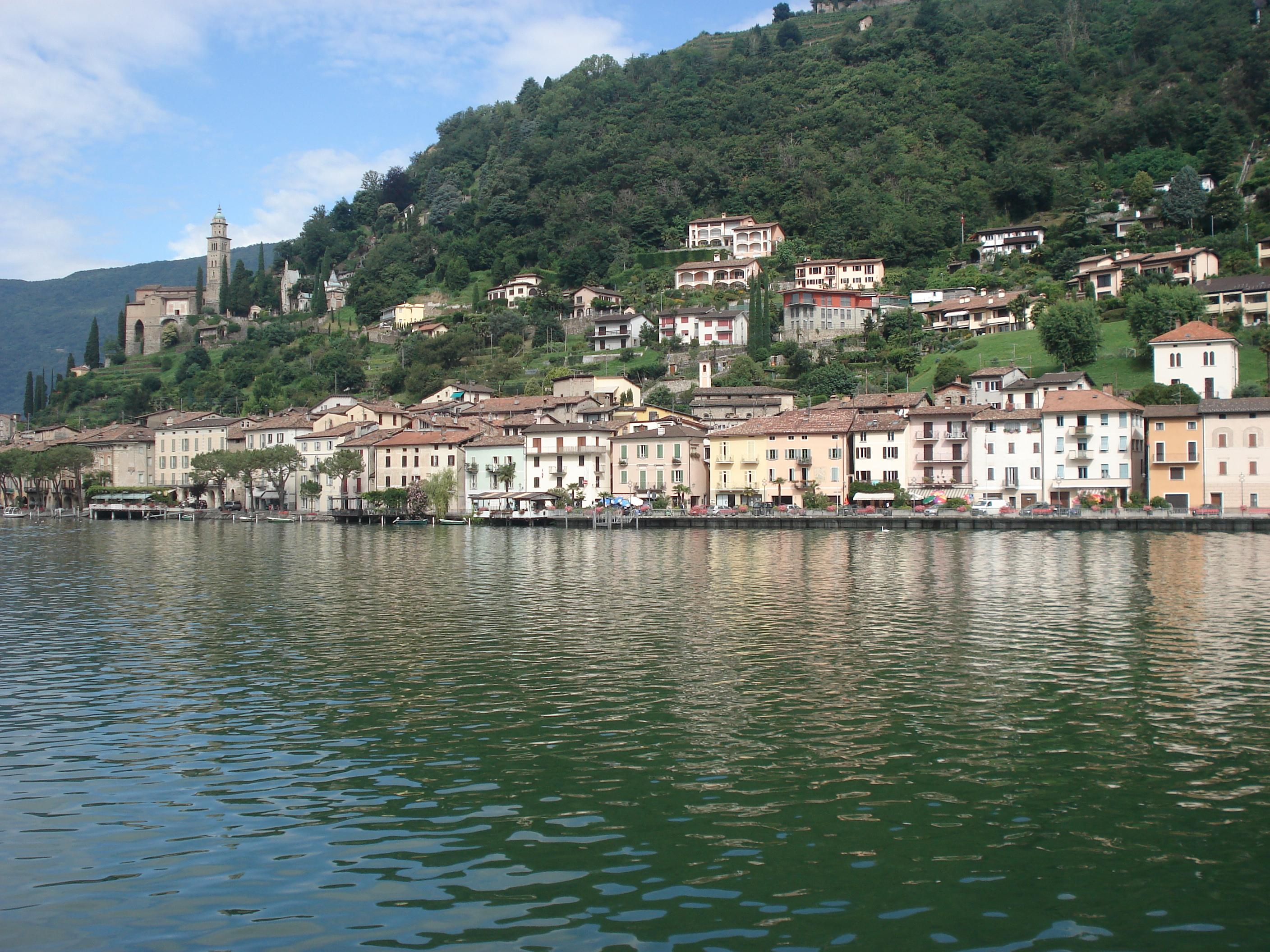
Набережная озеро Лугано

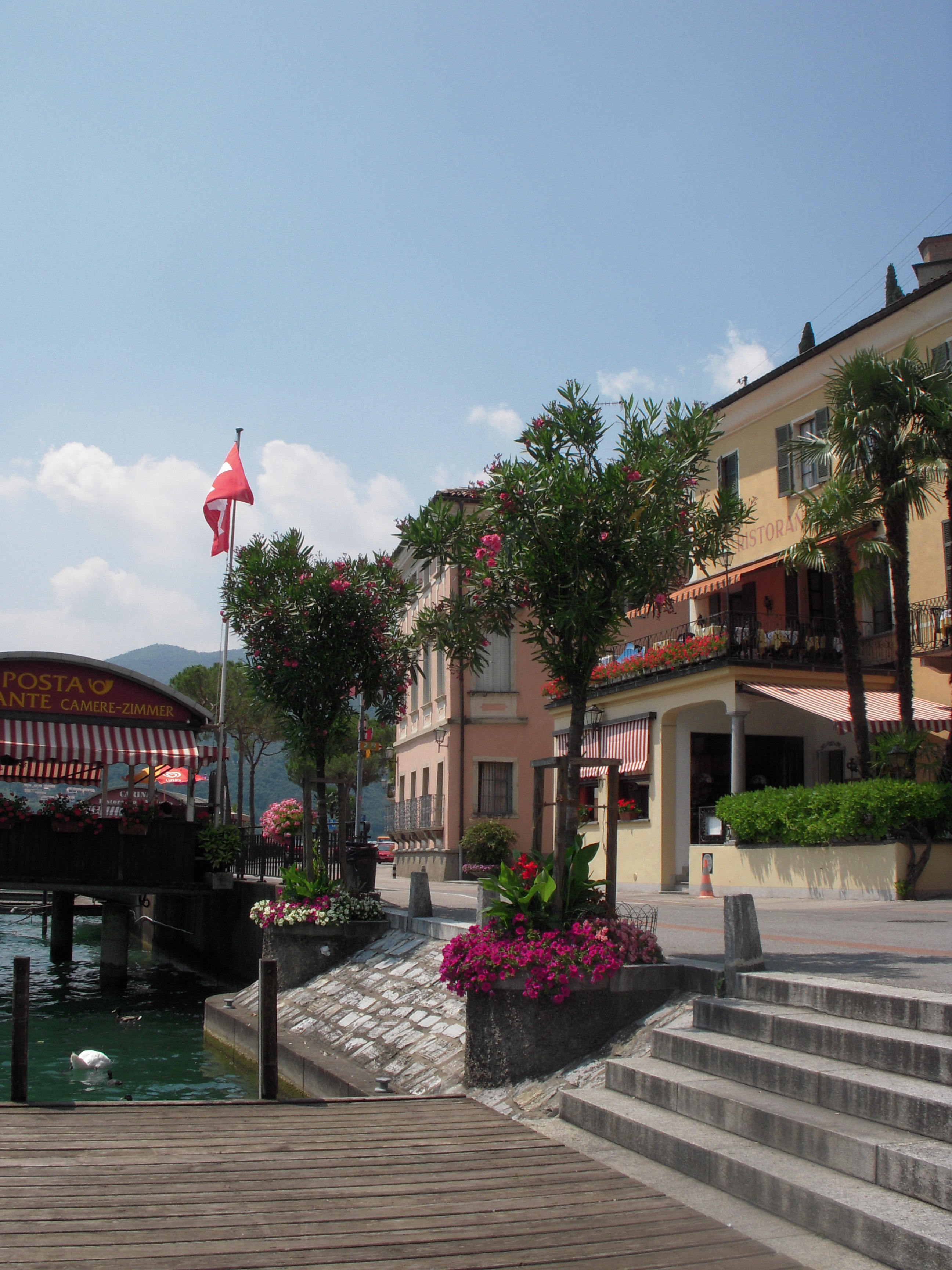
Набережная

Моркоте впервые упоминается в 926 году как Murcau, от латинского Morae caput — вершина холма. В 1353 году упоминается как Murchoe и в 1453 как Murchote.
В 1100 году для защиты торговли на озере в городе построен замок. До постройки дамбы в Мелиде в 1847 году, Моркоте был крупнейшим портом на озере Лугано. В 1422 году город получил привилегии от Герцога Миланского по которым Моркоте разрешалось облагать налогами, самоуправление, независимое рыболовство и право на рынки. После чумы в 1432 году, в городе остались только семь семей. Город часто оказывался между Миланом и Комо, в борьбе за контроль над Ломбардией. В 1517 году]] регион попал под контроль Швейцарского союза и был присоединен к фогту Лугано. Тем не менее, за городом сохранились многие права: юридическая и налоговая автономия и права на рыболовство.

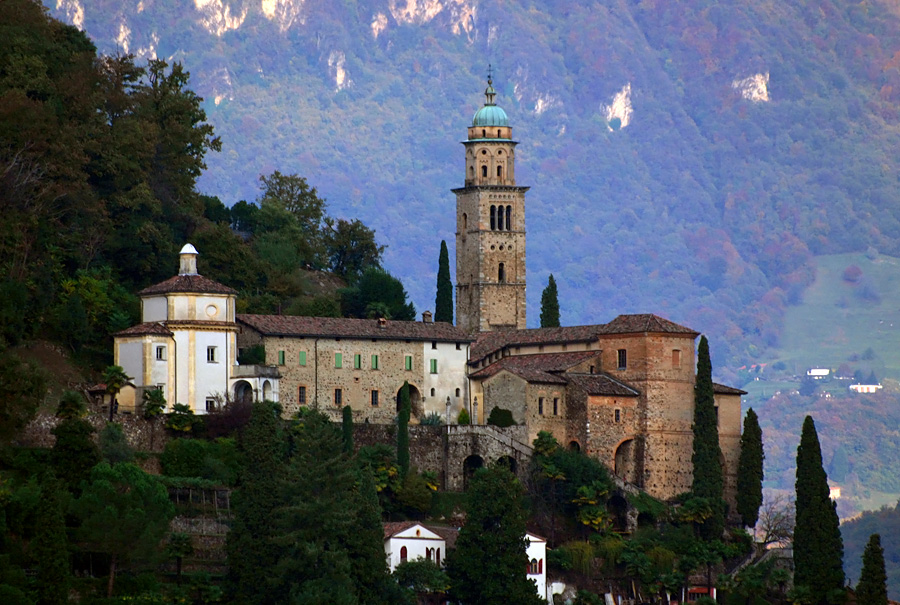
Приходская церковь Санта Мария дель Сассо

На протяжении Позднего Средневековья основными промыслами Моркоте было рыболовство, фермерство и транспорт. К концу Средних Веков в город начали съезжаться художники. В 1583 году город имел самостоятельный приход вокруг церкви Санта-Мария-дель-Сассо, построенной в XIII веке.
В XIX веке основные доходы стал приносить туризм. В конце XX века — начале XXI добавились виноделие и народные промыслы.

## Родившиеся в Моркоте
Доминико Росси (1657—1737) — архитектор

## Похоронены в Моркоте
- немецкий композитор Эжен д'Альбер[6];
- русский певец Георгий Бакланов[7].